# Bamberger Basketball 2015-2016
Questa voce raccoglie le informazioni riguardanti il Bamberger Basketball nelle competizioni ufficiali della stagione 2015-2016.

## Stagione
La stagione 2015-2016 del Bamberger Basketball è la 42ª nel massimo campionato tedesco di pallacanestro, la Basketball-Bundesliga.

## Roster
Aggiornato al 27 luglio 2018
| Brose Bamberg 2015-16 | Brose Bamberg 2015-16 |
| Giocatori             | Staff tecnico         |
| --------------------- | --------------------- |

| N. | Naz.                   | Ruolo | Nome              | Anno | Alt.   | Peso   |  |
| -- | ---------------------- | ----- | ----------------- | ---- | ------ | ------ |  |
| 4  | Italia (bandiera)      | AG    | Nicolò Melli      | 1991 | 205 cm | 107 kg |  |
| 6  | Grecia (bandiera)      | PG    | Nikos Zīsīs       | 1983 | 197 cm | 94 kg  |  |
| 7  | Slovenia (bandiera)    | P     | Aleksej Nikolić   | 1995 | 191 cm | 92 kg  |  |
| 8  | Germania (bandiera)    | G     | Lucca Staiger     | 1988 | 196 cm | 93 kg  |  |
| 9  | Germania (bandiera)    | G     | Karsten Tadda     | 1988 | 190 cm | 92 kg  |  |
| 10 | Germania (bandiera)    | C     | Daniel Theis      | 1992 | 204 cm | 110 kg |  |
| 11 | Stati Uniti (bandiera) | PG    | Brad Wanamaker    | 1989 | 193 cm | 95 kg  |  |
| 12 | Germania (bandiera)    | PG    | Malik Müller      | 1994 | 190 cm | 95 kg  |  |
| 13 | Lettonia (bandiera)    | G     | Jānis Strēlnieks  | 1989 | 191 cm | 84 kg  |  |
| 17 | Germania (bandiera)    | G     | Andreas Obst      | 1996 | 191 cm | 90 kg  |  |
| 20 | Germania (bandiera)    | AP    | Elias Harris (C)  | 1989 | 203 cm | 108 kg |  |
| 21 | Stati Uniti (bandiera) | AP    | Darius Miller     | 1990 | 203 cm | 102 kg |  |
| 25 | Regno Unito (bandiera) | C     | Gabriel Olaseni   | 1991 | 208 cm | 104 kg |  |
| 32 | Germania (bandiera)    | AG    | Johannes Thiemann | 1994 | 203 cm | 102 kg |  |
| 33 | Germania (bandiera)    | AP    | Patrick Heckmann  | 1992 | 198 cm | 98 kg  |  |
| 34 | Germania (bandiera)    | C     | Yassin Idbihi     | 1983 | 208 cm | 107 kg |  |
| 43 | Croazia (bandiera)     | C     | Leon Radošević    | 1990 | 208 cm | 112 kg |  |
| 55 | Germania (bandiera)    | P     | Daniel Schmidt    | 1990 | 188 cm | 87 kg  |  |
| -  | Germania (bandiera)    | P     | Dino Dizdarević   | 1995 | 191 cm | 85 kg  |  |

| Allenatore                                                                                |
| - Andrea Trinchieri                                                                       |
| Assistente/i                                                                              |
| - Īlias Kantzourīs - Federico Perego Legenda - (C) Capitano - (IN) Inattivo - Infortunato |

## Mercato

### Sessione estiva
| Acquisti | Acquisti         | Acquisti          | Acquisti   | Acquisti |
| R.       | Nome             | da                | Modalità   |          |
| -------- | ---------------- | ----------------- | ---------- | -------- |
| PG       | Nikos Zīsīs      | Fenerbahçe        | definitivo |          |
| P        | Aleksej Nikolić  | Spars Sarajevo    | definitivo |          |
| G        | Lucca Staiger    | Bayern Monaco     | definitivo |          |
| AG       | Nicolò Melli     | Olimpia Milano    | definitivo |          |
| G        | Malik Müller     | Virg. Tech Hokies | definitivo |          |
| C        | Gabriel Olaseni  | Iowa Hawkeyes     | definitivo |          |
| AP       | Patrick Heckmann | Boston C. Eagles  | definitivo |          |
| C        | Yassin Idbihi    | Bayern Monaco     | definitivo |          |

| Cessioni | Cessioni        | Cessioni         | Cessioni       | Cessioni |
| R.       | Nome            | a                | Modalità       |          |
| -------- | --------------- | ---------------- | -------------- | -------- |
| AP       | Ryan Thompson   | Stella Rossa     | fine contratto |          |
| AG       | Josh Duncan     | H. Gerusalemme   | rescissione    |          |
| C        | Dalibor Bagarić |                  | ritirato       |          |
| C        | Trevor Mbakwe   | Maccabi Tel Aviv | fine contratto |          |
| P        | Dawan Robinson  | Auxilium Torino  | fine contratto |          |

### Dopo l'inizio della stagione
| Acquisti | Acquisti       | Acquisti | Acquisti         | Acquisti   |
| R.       | Nome           | da       | Data             | Modalità   |
| -------- | -------------- | -------- | ---------------- | ---------- |
| C        | Leon Radošević | Beşiktaş | 17 novembre 2015 | definitivo |

| Cessioni | Cessioni        | Cessioni     | Cessioni         | Cessioni    |
| R.       | Nome            | a            | Data             | Modalità    |
| -------- | --------------- | ------------ | ---------------- | ----------- |
| P        | Daniel Schmidt  | Baunach      | ottobre 2015     | prestito    |
| G        | Karsten Tadda   | Gießen 46ers | ottobre 2015     | rescissione |
| C        | Gabriel Olaseni | Gießen 46ers | 22 novembre 2015 | rescissione |